# Gnesta IK
Gnesta IK är en ishockeyklubb från Gnesta i Södermanlands län. Klubben bildades 1972. Hemmaarena är Gnesta Ishall. A-laget spelade i division 1 senast säsongen 2013/2014, men fick återgå till division 2 på grund av ekonomiska problem. Tidigare har man även spelat i Division I säsongerna 1999/2000, 2001/2002 och 2002/2003. Det bästa resultatet gjorde 2003 då man slutade trea i Division I södra B och gick vidare till Allettan där man slutade sjua. Inför säsongen 2016/2017 beslutade föreningen att börja om i Hockeyfyran, även denna gång på grund av ekonomin.